# Laura Shigihara
Laura Shigihara es una compositora de música de videojuegos, desarrolladora de videojuegos independientes y cantautora japonesa-estadounidense. Ha creado música y sonido a más de 25 títulos de videojuegos, pero es más conocida como la compositora y diseñadora de sonidos del videojuego Plantas contra zombis. Además de escribir e interpretar la versión en inglés de la canción de cierre de créditos Zombies on Your Lawn, también escribió e interpretó la versión en japonés, Uraniwa ni Zombies ga. Shigihara trabajó usando su voz para el canto de la planta girasol de World of Warcraft: Cataclysm. También ha participado en el álbum de caridad Play For Japan de Akira Yamaoka junto a otros compositores como Nobuo Uematsu y Yasunori Mitsuda.

## Biografía
Shigihara, cuyo padre es japonés y su madre franco-estadounidense, creció entre ambos países. Recibió educación clásica de piano por 11 años, y aprendió ella misma a tocar la guitarra y la batería. Creció amando los videojuegos y tocando su música en el piano, de oído. Durante la universidad, se le dio una versión antigua de Cakewalk que utilizó para comenzar a aprender acerca de la mezcla, los arreglos y la producción, recreando la música de videojuegos antiguos y componiendo sus propias canciones. Después de que un amigo filtrara su material original a empresas discográficas en Japón, le ofrecieron contratos discográficos como cantante allí, mas terminó rechazándolos por motivos personales.
Poco después de regresar a EE. UU., tomó un trabajo como directora de sonido para una empresa que producía un programa de entrevistas de audio y material de aprendizaje de inglés a través de Apple Japón. También dio a conocer un álbum de estudio y compuso su primera banda sonora de música de videojuegos para un pequeño juego llamado Wobbly Bobbly. Estaba tan emocionada de estar trabajando en un videojuego que les dijo que iba a trabajar de forma gratuita. A la compañía le gustó su trabajo y le pagó por crear música para varios proyectos posteriores. Desde allí construyó su portafolio  y ha trabajado en más de 25 títulos publicados como Plantas contra zombis, Ghost Harvest, World of Warcraft, y el RPG To the Moon. En su tiempo libre también ha estado desarrollando un juego de rol basado en la música llamado Melolune, y ha participado recientemente en el álbum de iTunes caritativo Play for Japan de Akira Yamaoka, donde contribuyó con una canción original llamada Jump. El 16 de noviembre de 2011, creó su sencillo "Cube Land" en relación con Minecraft y Plantas contra zombies. Actualmente, ha sido la encargada de componer e interpretar la canción "Don't forget" para el más reciente videojuego de Toby Fox, Deltarune.

## Discografía[11]
- Cube Land (Minecraft)
- Celestial Beings (Celestial Mechanica)
- Plants vs. Zombies: The Soundtrack (Plantas contra Zombis)
- Blood Elf Druids (World of Warcraft)
- Melolune: The Original Soundtrack Part 1 (un videojuego original creado por Laura Shigihara usando el RPG Maker XP)
- My Blue Dream (?)
- Everything's Alright (pista de la banda sonora de To The Moon)
- From the Ground Up (Minecraft)
- Wish My Life Away (pista de la banda sonora de Finding Paradise)
- Don't forget (Deltarune)
- First Day (High School Story from Choices)